# Laetmonice nitida
Laetmonice nitida är en ringmaskart som beskrevs av Treadwell 1926. Laetmonice nitida ingår i släktet Laetmonice och familjen Aphroditidae. Inga underarter finns listade i Catalogue of Life.